# Кала-Фигера
Кала-Фиге́ра (кат. Cala Figuera — «Инжирная бухта») — населённый пункт на Мальорке в 60 км к юго-востоку от столицы Пальмы. Входит в состав муниципалитета Сантаньи и ранее был его портом. Живописный рыбацкий посёлок и туристическая достопримечательность находится на скалистом берегу небольшой одноимённой бухты. Два морских залива наподобие фьордов глубоко врезаются в побережье. В них располагаются многочисленные эллинги для ремонта рыбацких лодок.
Первое упоминание Кала-Фигеры относится к 1306 году, но городской статус посёлок получил лишь в конце XIX века. На постоянной основе в Кала-Фигере проживает 577 человек. Население значительно возрастает в летние месяцы за счёт многочисленных отдыхающих.